# Stolnik (Słowenia)
Stolnik – wieś w Słowenii, w gminie Kamnik. W 2018 roku liczyła 122 mieszkańców.